# Sphaeralcea laciniata
Sphaeralcea laciniata är en malvaväxtart som först beskrevs av Karl Moritz Schumann, och fick sitt nu gällande namn av Antonio Krapovickas. Sphaeralcea laciniata ingår i släktet klotmalvor, och familjen malvaväxter. Inga underarter finns listade i Catalogue of Life.